# Product key
Product key, também conhecido como CD key, Serial key, ou ainda Chave do Produto, é um código específico, geralmente composto de letras e números, usado para identificar se a cópia de determinado software é original.

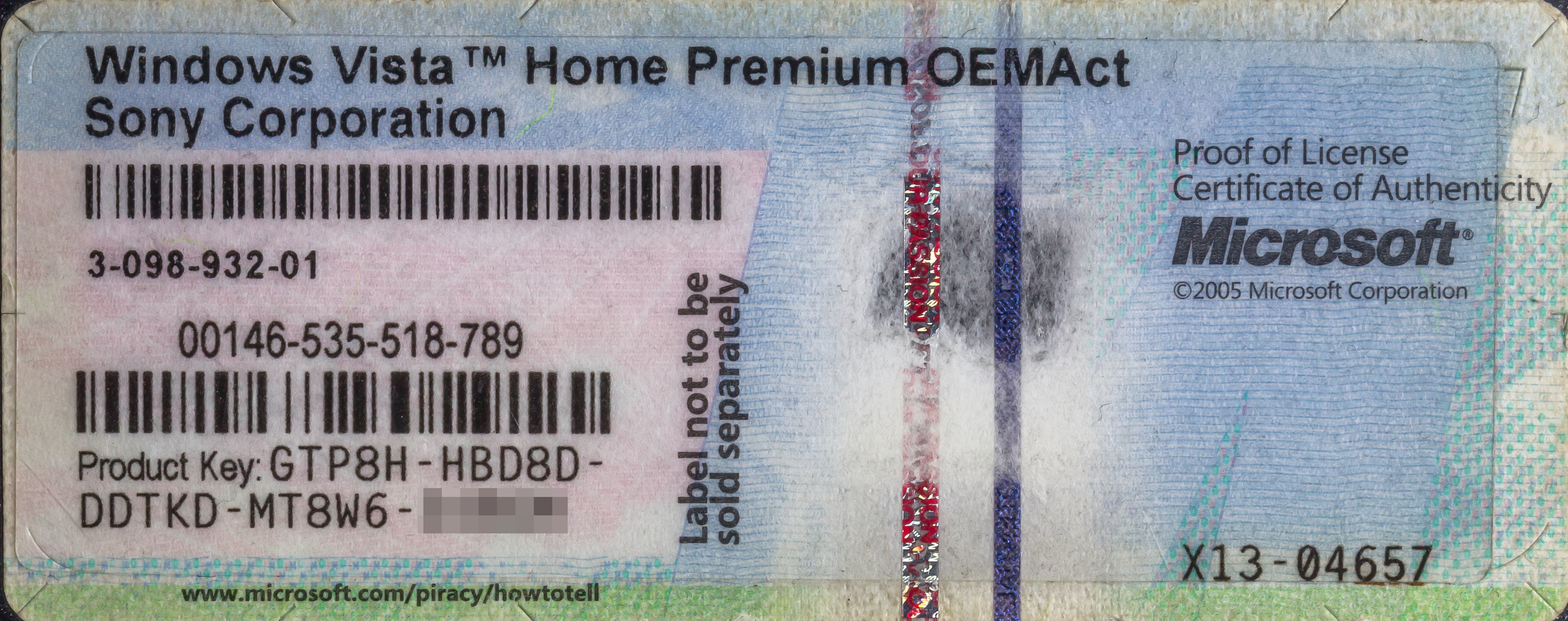
Chave do produto em um Certificado de Autenticidade da Prova de Licença para Windows Vista Home Premium

As chaves de produto consistem em uma série de números e/ou letras. Essa sequência é normalmente inserida pelo usuário durante a instalação do software de computador e, em seguida, é passada para uma função de verificação no programa. Esta função manipula a sequência de teclas de acordo com um algoritmo matemático e tenta combinar os resultados com um conjunto de soluções válidas.

## Funcionamento
Para provar que um software foi obtido por meio lícito, desenvolvedores criaram o processo geralmente conhecido por Ativação de Produto. Após a instalação, é solicitado ao usuário que digite a Chave de Produto fornecida com o produto original, que prova a autenticidade se:
- Esta obedece ao algoritmo matemático previamente estabelecido para este programa específico, impedindo que códigos criados aleatoriamente sejam aceitos. Exemplo: O algoritmo de validação poderia definir que uma chave deve conter 8 caracteres e que a soma dos dígitos deve ser par e maior que 64;

- A chave fornecida não é duplicada, ou seja, se já não foi ativado antes. Essa checagem é geralmente efetuada comparando o código a um Banco de Dados online, impedindo que mais de uma pessoa compartilhe da mesma chave.

### Controvérsia
Alguns softwares dispensam a checagem a um Banco de Dados, facilitando assim, a pirataria, já que se torna necessário apenas descobrir o algoritmo para ativar o programa. É dessa facilidade que programas conhecidos por Keygens se aproveitam, gerando chaves válidas para o usuário sem que este tenha adquirido uma licença.

## O Uso
Um claro exemplo de software que utiliza o processo de ativação, e por conseguinte a Chave de Produto é o sistema operacional Windows, além de diversos jogos.